# Bądkowo
Bądkowo (in tedesco fino al 1939 Badkowo, quindi Bondkau) è un comune rurale polacco del distretto di Aleksandrów Kujawski, nel voivodato della Cuiavia-Pomerania.
Ricopre una superficie di 79,7 km² e nel 2004 contava 4 646 abitanti.

## Villaggi
Il comune di Bądkowo comprende i villaggi di: Antoniewo, Bądkówek, Bądkowo, Biele, Jaranowo, Kalinowiec, Kolonia Łowiczek, Kryńsk, Kujawka, Kwiatkowo, Łowiczek, Łówkowice, Sinki, Słupy Duże, Słupy Małe, Tomaszewo, Toporzyszczewo, Wójtówka, Wysocin, Żabieniec e Zieleniec.